# Arytrurides
Arytrurides là một chi bướm đêm thuộc họ Noctuidae.